# 輔英科技大學
輔英科技大學，是一所位於臺灣高雄市大寮區的私立科技大學，為以護理健康為主軸的科技大學，占地17.27公頃，1958年由張鵬圖醫師創立於屏東縣東港鎮，初為高級職業學校，1968年升格為五年制專科學校，1970年9月遷校至高雄大寮地區發展，1997年獲准改制為技術學院並附設專科部；2002年8月1日獲准改制輔英科技大學，是全台唯一附設教學醫院的科技大學。

## 單位改制沿革
| 設立年份 | 名稱                     | 年制       |
| -------- | ------------------------ | ---------- |
| 1958年   | 婦嬰高級助產職業學校     | 3年        |
| 1962年   | 婦嬰高級護理助產職業學校 | 4年        |
| 1968年   | 婦嬰護理助產專科學校     | 5年        |
| 1988年   | 輔英醫事護理專科學校     | 5年        |
| 1997年   | 輔英技術學院             | 依學院學制 |
| 2002年   | 輔英科技大學             | 依大學學制 |

## 歷屆董事長
| 任次 | 姓名   | 性别 | 任期                                                   |
| ---- | ------ | ---- | ------------------------------------------------------ |
| 1    | 林茂盛 | 男   | 民國47年（1958年）—民國51年（1962年）                  |
| 2    | 陳繼承 | 男   | 民國51年（1962年）—民國60年（1971年）                  |
| 3    | 吳慕墀 | 女   | 民國60年（1971年）—民國69年（1980年）                  |
| 4    | 許引經 | 男   | 民國69年（1980年）—民國73年（1984年）                  |
| 5    | 楊文達 | 男   | 民國73年（1984年）—民國78年（1989年）                  |
| 6    | 謝承炳 | 男   | 民國78年（1989年）—民國81年（1992年）                  |
| 7    | 張雲漢 | 男   | 民國81年（1992年）6月4日—民國84年（1995年）9月3日      |
| 8    | 張鵬圖 | 男   | 民國84年（1995年）9月6日—民國101年（2012）1月10日      |
| 9    | 吳鐵雄 | 男   | 民國102年（2013年）1月10日—民國103年（2014年）8月5日   |
| 10   | 沈清良 | 男   | 民國103年（2014年）11月24日—民國106年（2017年）1月9日  |
| 11   | 杜烱烽 | 男   | 民國106年（2017年）1月10日—民國108年（2019年）10月29日 |
| 12   | 鍾聿琳 | 女   | 民國109年（2020年）1月9日—民國110年（2021年）1月9日    |
| 13   | 林思伶 | 女   | 民國110年（2021年）1月10日—民國111年（2022年）7月8日   |
| 14   | 卓春英 | 女   | 民國111年（2022年）10月4日—民國114年（2025年）1月9日   |
| 15   | 張可立 | 男   | 民國114年（2025年）1月10日—民國118年（2029年）1月9日   |

## 歷屆校長
| 任次 | 姓名   | 性别 | 任期                                                         |
| ---- | ------ | ---- | ------------------------------------------------------------ |
| 1    | 張鵬圖 | 男   | 民國47年（1958年）—民國84年（1995年）7月31日                 |
| 2    | 張一蕃 | 男   | 民國84年（1995年）8月1日—民國98年（2009年）7月31日           |
| 代理 | 許淑蓮 | 女   | 民國98年（2009年）8月1日—民國102年（2013年）7月31日          |
| 3    | 許淑蓮 | 女   | 民國102年（2013年）8月1日—民國104年（2015年）10月31日        |
| 代理 | 顧志遠 | 男   | 民國104年（2015年）11月1日—民國105年（2016年）1月31日        |
| 4    | 顧志遠 | 男   | 民國105年（2016年）2月1日—民國111年（2022年）1月31日         |
| 5    | 林惠賢 | 女   | 民國111年（2022年）2月1日—民國115年（2026年）1月31日（預計） |

## 相關學校

### 國際合作姊妹校
- 貝爾法斯特女王大學

### 中華民國國內策略聯盟
| - 桃竹苗區 - 健行科技大學 - 雲嘉南區 - 國立雲林科技大學 - 國立嘉義大學 - 稻江科技暨管理學院 - 國立成功大學 - 嘉南藥理大學 - 台南應用科技大學 - 遠東科技大學 - 長榮大學 - 國立臺南大學 - 國立臺南藝術大學 - 台灣首府大學 - 南華大學 - 南臺科技大學 | - 高屏區 - 國立中山大學 - 高雄醫學大學 - 國立高雄科技大學 - 國立高雄大學 - 義守大學 - 正修科技大學 - 文藻外語大學 - 國立屏東大學 - 樹德科技大學 - 國立高雄餐旅大學 - 國立高雄師範大學 - 國立屏東科技大學 - 空軍航空技術學院 - 慈惠醫護管理專科學校 - 美和科技大學 - 大仁科技大學 - 宜花東區 - 國立宜蘭大學 - 國立臺東大學 - 澎金馬區 - 國立澎湖科技大學 |

| - 財團法人臺南市天主教聖功女中 - 臺南市私立港明高級中學 - 國立新化高級中學 - 國立臺南高級海事水產職業學校 - 國立新豐高級中學 - 國立臺南大學附屬高級中學 - 國立新營高級工業職業學校 - 國立南科國際實驗高級中學 - 國立善化高級中學 - 臺南市立南寧高級中學 - 國立臺南女子高級中學 - 國立北門高級中學 - 國立新營高級中學 | - 國立臺南高級工業職業學校 - 臺南市私立長榮高級中學 - 方濟會學校財團法人臺南市黎明高級中學 - 國立臺南第二高級中學 - 國立臺南家齊高級中學 - 國立北門高級農工職業學校 - 國立曾文高級家事商業職業學校 - 臺南市立永仁高級中學 - 興國學校財團法人臺南市興國高級中學 - 國立新化高級工業職業學校 - 臺南市立大灣高級中學 - 臺南市私立德光高級中學 - 國立臺南高級商業職業學校 |

| - 高雄市私立中山高級工商職業學校 - 高雄市私立高英高級工商職業學校 - 國立鳳新高級中學 - 佛光山學校財團法人高雄市普門高級中學 - 高雄市立海青高級工商職業學校 - 高雄市立高雄高級商業職業學校 - 高雄市立三民高級中學 - 高雄市立中山高級中學 - 高雄市私立大榮高級中學 - 高雄市私立義大國際高級中學 - 國立鳳山高級中學 - 高雄市立三民高級家事商業職業學校 - 高雄市立仁武高級中學 - 高雄市立鼓山高級中學 - 高雄市立中正高級中學 - 高雄市立新莊高級中學 - 高雄市立前鎮高級中學 - 國立岡山高級中學 - 高雄市私立正義高級中學 - 高雄市私立國際高級商工職業學校 - 高雄市立瑞祥高級中學 - 高雄市私立復華高級中學 - 高雄市立楠梓高級中學 - 高雄市立新興高級中學 - 高雄市立左營高級中學 - 國立岡山高級農工職業學校 | - 天主教明誠學校財團法人高雄市明誠高級中學 - 高雄市私立三信高級家事商業職業學校 - 高雄市立高雄高級工業職業學校 - 高雄市立路竹高級中學 - 財團法人高雄市中山高級工商 - 高雄市立高雄高級中學 - 高雄市立高雄女子高級中學 - 高雄市立褔誠高級中學 - 國立中山大學附屬國光高級中學 - 國立高雄師範大學附屬高級中學 - 高雄市立中正高級工業職業學校 - 高雄市私立高鳳高級工業家事職業學校 - 高雄市私立國際高級商工職業學校 - 高雄市立林園高級中學 - 高雄市立文山高級中學 - 國立旗美高級中學 - 國立鳳山高級商工職業學校 - 高雄縣立私立高英高級工商職業學校 - 高雄市私立樹德高級家事商業職業學校 - 高雄市私立立志高級中學 - 天主教道明學校財團法人高雄市道明高級中學 - 高雄市立六龜高級中學 - 高雄市立小港高級中學 - 國立旗山高級農工職業學校 |

## 註解
1. ↑  .   [2019-11-03]. （原始内容存档于2021-03-02）.
2. ↑  .   [2020-10-23]. （原始内容存档于2021-01-18）.

## 外部連結
- 官方网站 （页面存档备份，存于）
- 輔英科技大學學生自治會 （页面存档备份，存于）
- 輔英科技大學附設醫院